# Ët'
Cette page contient des caractères spéciaux ou non latins. S’ils s’affichent mal (▯, ?, etc.), consultez la page d’aide Unicode.
Ët', ըթ en arménien ([ətʰ]), est la 8e lettre de l'alphabet arménien.

## Linguistique
Ët' est utilisé pour représenter le son d'une voyelle moyenne centrale ([ə]).

## Représentation informatique
- Unicode[1] :
  - Capitale Ը : U+0538
  - Minuscule ը : U+0568